# Liste des députés de la préfecture d'Ibaraki
Cette page liste les membres de la Chambre des représentants du Japon élus dans les circonscriptions de la préfecture d'Ibaraki.

## 41elégislature(1996-2000)
Au cours de la 41e législature, les députés de la préfecture d'Ibaraki furent les suivants :
| Circonscription | Député | Député                 | Parti politique | Mandat    |
| --------------- | ------ | ---------------------- | --------------- | --------- |
| 1re             |        | Norihiko Akagi (ja)    | PLD             |           |
| 2e              |        | Fukushirō Nukaga       | PLD             |           |
| 3e              |        | Toshio Nakayama (ja)   | PLD             |           |
| 4e              |        | Seiroku Kajiyama (ja)  | PLD             |           |
| 5e              |        | Shunpei Tsukahara (ja) | PLD             | 1996-1998 |
| 5e              |        | Hideo Okabe (ja)       | PLD             | 1998-2000 |
| 6e              |        | Yūya Niwa (ja)         | PLD             |           |
| 7e              |        | Kishirō Nakamura (ja)  | SE              |           |

## 42elégislature(2000-2003)
Au cours de la 42e législature, les députés de la préfecture d'Ibaraki furent les suivants :
| Circonscription | Député | Député                | Parti politique | Mandat    |
| --------------- | ------ | --------------------- | --------------- | --------- |
| 1re             |        | Norihiko Akagi (ja)   | PLD             |           |
| 2e              |        | Fukushirō Nukaga      | PLD             |           |
| 3e              |        | Nobuyuki Hanashi (ja) | PLD             |           |
| 4e              |        | Hiroshi Kajiyama (ja) | PLD             |           |
| 5e              |        | Akihiro Ōhata         | PDJ             |           |
| 6e              |        | Yūya Niwa (ja)        | PLD             |           |
| 7e              |        | Kishirō Nakamura (ja) | SE              | 2000-2003 |
| 7e              |        | Yōji Nagaoka (ja)     | PLD             | 2003      |

## 43elégislature(2003-2005)
Au cours de la 43e législature, les députés de la préfecture d'Ibaraki furent les suivants :
| Circonscription | Député | Député                | Parti politique |
| --------------- | ------ | --------------------- | --------------- |
| 1re             |        | Norihiko Akagi (ja)   | PLD             |
| 2e              |        | Fukushirō Nukaga      | PLD             |
| 3e              |        | Yasuhiro Hanashi      | PLD             |
| 4e              |        | Hiroshi Kajiyama (ja) | PLD             |
| 5e              |        | Akihiro Ōhata         | PDJ             |
| 6e              |        | Yūya Niwa (ja)        | PLD             |
| 7e              |        | Yōji Nagaoka (ja)     | PLD             |

## 44elégislature(2005-2009)
Au cours de la 44e législature, les députés de la préfecture d'Ibaraki furent les suivants :
| Circonscription | Député | Député                | Parti politique |
| --------------- | ------ | --------------------- | --------------- |
| 1re             |        | Norihiko Akagi (ja)   | PLD             |
| 2e              |        | Fukushirō Nukaga      | PLD             |
| 3e              |        | Yasuhiro Hanashi      | PLD             |
| 4e              |        | Hiroshi Kajiyama (ja) | PLD             |
| 5e              |        | Akihiro Ōhata         | PDJ             |
| 6e              |        | Yūya Niwa (ja)        | PLD             |
| 7e              |        | Kishirō Nakamura (ja) | SE              |

## 45elégislature(2009-2012)
Au cours de la 45e législature, les députés de la préfecture d'Ibaraki furent les suivants :
| Circonscription | Député | Député                  | Parti politique |
| --------------- | ------ | ----------------------- | --------------- |
| 1re             |        | Nobuyuki Fukushima (ja) | PDJ             |
| 2e              |        | Masao Ishizu (ja)       | PDJ             |
| 3e              |        | Toshiaki Koizumi (ja)   | PDJ             |
| 4e              |        | Hiroshi Kajiyama (ja)   | PLD             |
| 5e              |        | Akihiro Ōhata           | PDJ             |
| 6e              |        | Hiroko Ōizumi (ja)      | PDJ             |
| 7e              |        | Kishirō Nakamura (ja)   | SE              |

## 46elégislature(2012-2014)
Au cours de la 46e législature, les députés de la préfecture d'Ibaraki furent les suivants :
| Circonscription | Député | Député                  | Parti politique |
| --------------- | ------ | ----------------------- | --------------- |
| 1re             |        | Yoshinori Tadokoro (ja) | PLD             |
| 2e              |        | Fukushirō Nukaga        | PLD             |
| 3e              |        | Yasuhiro Hanashi        | PLD             |
| 4e              |        | Hiroshi Kajiyama (ja)   | PLD             |
| 5e              |        | Akihiro Ōhata           | PDJ             |
| 6e              |        | Yūya Niwa (ja)          | PLD             |
| 7e              |        | Kishirō Nakamura (ja)   | SE              |

## 47elégislature(2014-2017)
Au cours de la 47e législature, les députés de la préfecture d'Ibaraki furent les suivants :
| Circonscription | Député | Député                  | Parti politique |
| --------------- | ------ | ----------------------- | --------------- |
| 1re             |        | Yoshinori Tadokoro (ja) | PLD             |
| 2e              |        | Fukushirō Nukaga        | PLD             |
| 3e              |        | Yasuhiro Hanashi        | PLD             |
| 4e              |        | Hiroshi Kajiyama (ja)   | PLD             |
| 5e              |        | Akihiro Ōhata           | PDJ             |
| 6e              |        | Yūya Niwa (ja)          | PLD             |
| 7e              |        | Kishirō Nakamura (ja)   | SE              |

## 48elégislature(2017-2021)
Au cours de la 48e législature, les députés de la préfecture d'Ibaraki furent les suivants :
| Circonscription | Député | Député                  | Parti politique |
| --------------- | ------ | ----------------------- | --------------- |
| 1re             |        | Yoshinori Tadokoro (ja) | PLD             |
| 2e              |        | Fukushirō Nukaga        | PLD             |
| 3e              |        | Yasuhiro Hanashi        | PLD             |
| 4e              |        | Hiroshi Kajiyama (ja)   | PLD             |
| 5e              |        | Akimasa Ishikawa (ja)   | PLD             |
| 6e              |        | Ayano Kunimitsu         | PLD             |
| 7e              |        | Kishirō Nakamura (ja)   | SE              |

## 49elégislature(2021-2024)
Au cours de la 49e législature, les députés de la préfecture d'Ibaraki furent les suivants :
| Circonscription | Député | Député                  | Parti politique |
| --------------- | ------ | ----------------------- | --------------- |
| 1re             |        | Nobuyuki Fukushima (ja) | SE              |
| 2e              |        | Fukushirō Nukaga        | PLD             |
| 3e              |        | Yasuhiro Hanashi        | PLD             |
| 4e              |        | Hiroshi Kajiyama (ja)   | PLD             |
| 5e              |        | Satoshi Asano (ja)      | PDP             |
| 6e              |        | Ayano Kunimitsu         | PLD             |
| 7e              |        | Keiko Nagaoka           | PLD             |

## 50elégislature(depuis 2024)
Au cours de la 50e législature, les députés de la préfecture d'Ibaraki sont les suivants :
| Circonscription | Député | Député                  | Parti politique |
| --------------- | ------ | ----------------------- | --------------- |
| 1re             |        | Nobuyuki Fukushima (ja) | SE              |
| 2e              |        | Fukushirō Nukaga        | PLD             |
| 3e              |        | Yasuhiro Hanashi        | PLD             |
| 4e              |        | Hiroshi Kajiyama (ja)   | PLD             |
| 5e              |        | Satoshi Asano (ja)      | PDP             |
| 6e              |        | Yamato Aoyama (ja)      | PDC             |
| 7e              |        | Hayato Nakamura (ja)    | SE              |